# Daniel Clavero
Daniel Clavero Sebastián es un ex ciclista profesional español. Nació en Madrid el 9 de agosto de 1968. Fue profesional entre 1990 y 2003, aunque en 1991 volvió durante una temporada al campo amateur.
Logró puestos de gran mérito en pruebas importantes como la Volta a Cataluña o la Euskal Bizikleta. Incluso llegó a hacer Top-10 en dos ediciones de la Vuelta a España y otras dos del Giro de Italia, haciendo un 5.º puesto en el Giro de 1998 (mejor resultado español) , en la que su futuro compañero de equipo, Marco Pantani, consiguió la victoria. En el Giro de 1999 sería 9.º. Fue un destacado  escalador y gregario.

## Palmarés
1997
- 1 etapa del Gran Premio Jornal de Noticias

## Resultados en Grandes Vueltas y Campeonatos del Mundo
| Carrera         | 1990 | 1991 | 1992 | 1993 | 1994 | 1995 | 1996 | 1997 | 1998 | 1999 | 2000 | 2001 | 2002 | 2003 |
| --------------- | ---- | ---- | ---- | ---- | ---- | ---- | ---- | ---- | ---- | ---- | ---- | ---- | ---- | ---- |
| Giro de Italia  | -    | -    | -    | Ab.  | -    | -    | -    | -    | 5.º  | 9.º  | -    | 26.º | Ab.  | 43.º |
| Tour de Francia | -    | -    | -    | -    | -    | -    | -    | -    | -    | -    | -    | -    | -    | -    |
| Vuelta a España | -    | -    | -    | -    | -    | 8.º  | 14.º | 6.º  | Ab.  | -    | 68.º | 46.º | -    | -    |
| Mundial en Ruta | -    | -    | -    | -    | -    | -    | 41.º | 41.º | -    | -    | -    | -    | -    | -    |

-: no participa

Ab.: abandono

## Equipos
- Artiach-Royal (1990)
- Artiach (1992-1995)
- MX Onda (1996)
- Estepona en Marcha (1997)
- Vitalicio Seguros (1998-1999)
- Team Polti (2000)
- Mercatone Uno (2001-2003)